# Дирижёр
Дирижёр (от фр. diriger — управлять, направлять, руководить) — руководитель разучивания и исполнения ансамблевой (оркестровой, хоровой, оперной и так далее) музыки. 
Именно дирижёру принадлежит художественная трактовка произведения, он же призван обеспечить как ансамблевую стройность, так и техническое совершенство исполнения. Хотя те или иные формы управления группами музыкантов существовали ещё в глубокой древности, в самостоятельную профессию, требующую специальных навыков и специальной одарённости, дирижирование превратилось лишь во второй половине XIX века.

## История
Как самостоятельный вид музыкального исполнительства дирижирование сложилось в первой половине XIX века, однако ещё на египетских и ассирийских барельефах встречаются изображения человека с жезлом в руке, руководящего группой музыкантов. В древнегреческом театре корифей руководил хором, отбивая ритм ногой, обутой в сандалию с железной подошвой. Вместе с тем уже в Древней Греции было распространено управление хором с помощью так называемой хейрономии (от др.-греч. χείρ — рука и νόμος — закон, правило), которое перешло затем и в практику церковного исполнительства в средневековой Европе; этот вид дирижирования предполагал систему условных движений рук и пальцев, с помощью которых дирижёр указывал певчим темп, метр, ритм, воспроизводил контуры мелодии — её движение вверх или вниз и т. д.
С усложнением многоголосия и развитием оркестровой игры становилась всё более необходимой чёткая ритмическая организация ансамбля исполнителей, и в практику постепенно входил способ дирижирования с помощью баттуты — палки, изготовлявшейся из различных материалов, в том числе и из золота, служившей для отбивания такта. Самое раннее изображение управления ансамблем (церковным) с помощью баттуты относится к 1432 году.
Баттута изначально представляла собою достаточно массивную трость; руководитель оркестра отбивал такт, ударяя ею об пол, — такое дирижирование было и шумным, и небезопасным: Ж. Б. Люлли во время дирижирования наконечником трости нанёс себе рану, оказавшуюся смертельной. Однако уже в XVII веке существовали и менее шумные способы дирижирования; так, в ансамбле исполнением мог руководить один из его участников, чаще всего скрипач, который отсчитывал такт ударами смычка или кивками головы.
С появлением в XVII веке системы генерал-баса обязанности дирижёра перешли к музыканту, исполнявшему партию генерал-баса на клавесине или органе; он определял темп рядом аккордов, но мог также делать указания глазами, кивками головы, жестами, или даже, как например И. С. Бах, напевая мелодию или отстукивая ритм ногой. В XVIII веке генерал-басу всё чаще помогал первый скрипач — концертмейстер, который задавал тон своей игрой на скрипке, а мог, прекратив игру, использовать смычок в качестве баттуты. В XVIII веке распространилась практика двойного и тройного дирижирования — при исполнении сложных вокально-инструментальных сочинений: так, в опере клавесинист управлял певцами, а концертмейстер оркестром; третьим руководителем мог стать первый виолончелист, игравший басовый голос в оперных речитативах, или хормейстер; в отдельных случаях число дирижёров могло доходить до пяти.
По мере отмирания системы генерал-баса (во второй половине XVIII века) возрастало значение скрипача-концертмейстера; и в XIX веке такой способ дирижирования сохранялся при исполнении несложных сочинений, в частности в бальных и садовых оркестрах; он используется нередко и в настоящее время при исполнении старинной музыки.

### XIX век в истории дирижирования
Развитие и усложнение симфонической музыки, постепенное расширение состава оркестра уже в конце XVIII века требовали освобождения дирижёра от участия в ансамбле; дирижирующий концертмейстер вновь уступал своё место человеку, стоящему перед оркестром. При этом в качестве баттуты могла использоваться трубка из кожи, набитая шерстью, или рулон нот. В начале XIX века в руке дирижёра появилась небольшая деревянная палочка. В Вене дирижёрскую палочку первым использовал Игнац фон Мозель в 1812 году; в 1817 году с помощью палочки управляли оркестром К. М. Вебер в Дрездене и Л. Шпор во Франкфурте-на-Майне.
На протяжении веков композиторы по общему правилу сами исполняли свои произведения: сочинение музыки входило в обязанности капельмейстера, кантора, в иных случаях и органиста; постепенное превращение дирижирования в профессию началось в последние десятилетия XVIII века, когда появились композиторы, регулярно выступавшие с исполнением чужих сочинений. Так, в Вене с 1771 года в публичных благотворительных концертах Музыкального общества, которыми сначала руководил Флориан Леопольд Гассман, а затем на протяжении многих лет Антонио Сальери, часто исполнялись сочинения ушедших композиторов или современников, которые по тем или иным причинам лично участвовать в концертах не могли. Практика исполнения чужих сочинений во второй половине XVIII века распространилась и в оперных театрах: чужими операми нередко дирижировали К. В. Глюк, Джованни Паизиелло и Йозеф Мысливечек, пропагандировавший, в частности, творчество К. В. Глюка.
Если в XVIII веке композиторы-дирижёры выступали в основном со своими оркестрами (капеллами), исключение составляли лишь оперные композиторы, ставившие и исполнявшие свои сочинения в разных городах и странах, то в XIX веке и на концертной эстраде появились гастролёры, выступавшие как с собственными, так и с чужими сочинениями, дирижируя чужими оркестрами, как, например, Гектор Берлиоз и Феликс Мендельсон, а позже Р. Вагнер.
Доподлинно не установлено, кто первый, пренебрегая приличиями, повернулся спиной к публике, лицом к оркестру, Г. Берлиоз или Р. Вагнер, но в искусстве управления оркестром это был исторический поворот, обеспечивший полноценный творческий контакт дирижёра с артистами оркестра. Постепенно дирижирование превращалось в самостоятельную профессию, не связанную с композиторским творчеством: управление разросшимся оркестром, интерпретация всё более усложняющихся сочинений требовали специальных навыков и специальной одарённости, отличной в том числе и от одарённости музыканта-инструменталиста. «Для дирижирования, — писал Феликс Вайнгартнер, — требуется не только способность полностью понимать и чувствовать музыкальное художественное творение, но и особая техническая ловкость рук, её трудно описать и ей едва ли можно научиться… Эта специфическая способность зачастую никак не связана с общей музыкальной одарённостью. Случается, что какой-нибудь гений лишён этой способности, а посредственный музыкант наделён ею». Среди первых профессиональных дирижёров, получивших международное признание, — Ганс фон Бюлов и Герман Леви; Бюлов стал первым в истории дирижёром, гастролировавшим вместе с оркестрами, в том числе с Берлинским филармоническим.

### Дирижёрское искусство в России
До XVIII века дирижирование в России было связано главным образом с хоровым исполнением, и в первую очередь — церковной музыки. Для руководителей церковных хоров, регентов, вырабатывались определённые приёмы дирижирования, о которых говорится, в частности, в «Мусикийской грамматике» Н. П. Дилецкого, относящейся ко второй половине XVII века.
Первыми оркестровыми дирижёрами были музыканты из крепостных, руководившие частными капеллами; так, наиболее известный среди них, Степан Дегтярёв, управлял оркестром Шереметевых. На протяжении XVIII и XIX веков в России, как и в Западной Европе, дирижирование, как правило, было связано с композиторским творчеством: известными дирижёрами в своё время были Иван Хандошкин и Василий Пашкевич, в XIX веке — Милий Балакирев и Антон Рубинштейн.
Первым профессиональным дирижёром (не являвшимся композитором) можно считать Николая Рубинштейна, который с начала 60-х годов XIX века был постоянным дирижёром симфонических концертов в Москве, гастролировал в качестве дирижёра в Петербурге и других городах, был первым в России исполнителем многих сочинений как русских (прежде всего П. И. Чайковского), так и зарубежных композиторов. Но если Рубинштейн за рубежом был известен в первую очередь как выдающийся пианист, то Василий Сафонов стал первым русским музыкантом, получившим международное признание, уже в начале XX века, именно в качестве дирижёра.

### Дирижёр в XX веке
Престиж профессии дирижёра особенно вырос в начале XX века; широко распространившееся преклонение перед человеком, стоящим за пультом, дало повод Теодору Адорно написать: «…общественный авторитет дирижёров в большинстве случаев намного превышает реальный вклад большинства из них в исполнение музыки». Те же соображения в 20-х годах вызвали к жизни попытки создать оркестры без дирижёра, и первый такой оркестр, Персимфанс, был создан в Москве в 1922 году. Однако идея себя не оправдала: как сам Персимфанс, так и другие оркестры, созданные по его образцу, оказались недолговечными.
Со второй половины XIX века в Европе доминировала немецко-австрийская школа дирижирования, что не в последнюю очередь было обусловлено преобладанием немецко-австрийской симфонической музыки в концертном репертуаре; на рубеже веков её представляла прежде всего так называемая «послевагнеровская пятёрка»: Ханс Рихтер, Феликс Мотль, Густав Малер, Артур Никиш, Феликс Вайнгартнер, — а в дальнейшем дирижёры следующего поколения: Бруно Вальтер, Отто Клемперер, Вильгельм Фуртвенглер, Эрих Кляйбер и нидерландский дирижёр немецкой школы Виллем Менгельберг. Сложившаяся в эпоху романтизма, эта школа вплоть до середины XX века сохраняла те или иные черты, присущие романтическому направлению в музыкальном исполнительстве.
Чувствуя себя сотворцом исполняемого сочинения, дирижёр-романтик порою не останавливался перед внесением тех или иных изменений в партитуру, прежде всего касающихся инструментовки (некоторые исправления, внесённые романтиками в поздние сочинения Л. ван Бетховена, и сейчас принимаются дирижёрами), тем более не видел большого греха в отступлении, на своё усмотрение, от обозначенных в партитуре темпов и т. д. Это считалось оправданным, поскольку далеко не все великие композиторы прошлого в совершенстве владели оркестровкой, а Бетховену, как предполагалось, глухота мешала ясно представить себе звуковое сочетание. Очень часто сами композиторы после первого прослушивания вносили исправления в оркестровку своих сочинений, но не все имели возможность их услышать.
Те вольности, которые позволяли себе в отношении партитур Вагнер, а затем Ганс фон Бюлов, осуждались нередко и их современниками. Так, Феликс Вайнгартнер значительную часть своей книги «О дирижировании» посвятил полемике с Бюловом. Дирижёрские вторжения в партитуры постепенно уходили в прошлое (в первой половине XX века критике за такие вторжения подвергались главным образом Виллем Менгельберг и Леопольд Стоковский), но долго ещё сохранялось стремление адаптировать сочинения давно ушедших композиторов к восприятию современной аудитории: «романтизировать» сочинения доромантической эпохи, исполнять музыку XVIII века полным составом симфонического оркестра XX столетия… Всё это ещё в начале XX века вызвало «антиромантическую» реакцию в музыкальных и околомузыкальных кругах). Значительным явлением в музыкальном исполнительстве второй половины XX века стало движение «аутентистов». Бесспорной заслугой этого направления, представленного Густавом Леонхардтом, Николаусом Арнонкуром и целым рядом других музыкантов, является освоение стилистических особенностей музыки XVI—XVIII веков — тех особенностей, которыми дирижёры-романтики в большей или меньшей степени были склонны пренебрегать.

## Современность
Поскольку не все завоевания «аутентистов» являются бесспорными, большинство современных дирижёров при обращении к музыке XVIII века (сочинения более отдалённых времён неаутентисты исполняют редко) ищут свою золотую середину между романтизмом и «аутентизмом», нередко при этом подражая и способам дирижирования того времени — управляют оркестром, сидя за фортепиано или со скрипкой в руке.
Исполнение симфонической музыки требует от современного дирижёра, помимо музыкальной одарённости, специально тренированного слуха (для дирижёра, как считал Бруно Вальтер, важнее абсолютного слуха восприимчивость к оттенкам динамики, к звуковым пропорциям между отдельными голосами) и чувства формы, основательной музыкально-теоретической подготовки и широких знаний в области музыкальной литературы. Более того, писал Бруно Вальтер, «только крупная исполнительская личность может понять и раскрыть великое в творчестве другого». Для оперного дирижёра необходимы ещё и драматургическое чутьё и хорошая осведомлённость в области вокальной технологии. Как художественный руководитель музыкального коллектива дирижёр должен быть психологом, педагогом, обладать организаторскими способностями и лидерскими качествами.
В настоящее время многие дирижёры отказываются от использования палочки — вообще или в медленных частях сочинений; без палочки ещё в первой половине XX века дирижировали Василий Сафонов (с начала 20-х годов) и Леопольд Стоковский. Лео Гинзбург отмечал, что в научной литературе с годами всё меньше внимания уделяется мануальной технике: она очень индивидуальна и на практике нередко опровергает любые теории. Здесь можно обозначить лишь общие контуры: самая сильная (первая) доля такта обозначается движением правой руки вниз, самая слабая (последняя) — движением правой руки вверх, остальные (если они имеются) распределяются между ними, образуя так называемую метрическую сетку. Кроме такого определения темпа и ритма, дополнительными движениями рук, головы, всего корпуса, а также мимикой дирижёр указывает характер исполнения музыки как для ансамбля в целом, так и для его отдельных групп и участников. В своё время Рихард Вагнер вызывал негодование публики тем, что симфоническими сочинениями дирижировал наизусть; в XX веке выступления в концертах без партитуры на пульте и даже без пульта стали нормой: «Хороший дирижёр, — говорил Ганс фон Бюлов, — держит партитуру в голове, а плохой — голову в партитуре». Если дирижёр не может оторваться от партитуры, писал Ф. Вайнгартнер, он не более чем отбиватель такта и не имеет права претендовать на звание артиста. Для Вагнера и Бюлова и для их многочисленных последователей важен был зрительный контакт с оркестром; с другой стороны, и Вайнгартнер в своё время напоминал, что публика «должна слушать музыку, а не удивляться хорошей памяти дирижёра», и часто можно наблюдать, как дирижёр перелистывает партитуру, почти не заглядывая в неё — не отрывая взгляда от оркестра; многие, во всяком случае, считали и считают демонстративное дирижирование наизусть дурным тоном.
Сфера применения дирижёрского искусства уже в XX веке существенно расширилась: к концертной эстраде и музыкальному театру добавились кинематограф, радио, телевидение и студия звукозаписи. При этом в кино, как и в драматическом театре, дирижирование носит прикладной характер, а на радио, телевидении и в студии утрачивается непосредственный контакт со слушателями: «Создаётся, — пишет Лео Гинзбург, — своеобразная продукция промышленного порядка».
Профессия дирижёра и в настоящее время остаётся преимущественно мужской, однако в XX веке стали появляться и дирижёры-женщины: на рубеже столетий открытыми концертами в Гётеборге дирижировала Эльфрида Андрее; успешным дирижёром была Надя Буланже; Жанна Эврар возглавила собственный Парижский женский оркестр в 1930 году. В СССР первой женщиной-дирижёром стала Вероника Дударова, впервые вставшая за пульт в 1944 году.